# 461

Het Gallo-Romeinse Rijk (461-486)

Het jaar 461 is het 61e jaar in de 5e eeuw volgens de christelijke jaartelling.

## Gebeurtenissen

### Italië
- 2 augustus - Keizer Majorianus wordt in Lombardije na een opstand van het leger bij Tortona gevangengenomen en door Ricimer (de feitelijke machthebber) tot aftreden gedwongen.
- 7 augustus - Majorianus wordt na vijf dagen gemarteld te zijn in Pavia door zijn politieke tegenstanders geëxecuteerd (onthoofding).
- Paus Hilarius (r. 461-468) volgt Leo I op als de 46e paus van Rome. Tijdens zijn pontificaat weert hij zich tegen ketterij en verbreidt de doctrine van de Pauselijke Suprematie.
- 19 november - Libius Severus wordt in Ravenna op de troon gezet als keizer van het West-Romeinse Rijk. Hij is een stroman en wordt door de Oost-Romeinse keizer Leo I niet erkend.

### Europa
- Romeinse burgeroorlog (461):
  - Augustus - De Romeinse generaals Aegidius, Nepotianus, en Marcellinus wiegeren met Ricimer samen te werken.
  - Aegidius, Romeins generaal (magister militum), probeert tevergeefs Italië binnen te vallen.
  - Marcellinus, Romeins generaal die de Romeinse provincië Dalmatia beheerst, wordt door Ricimer gedwongen Sicilië te verlaten en zoekt aansluiting bij het Oost-Romeinse rijk
- De Bourgondische en Gotische foederati in Gallië komen in opstand tegen de Romeinen.
- De Bourgondiërs onder leiding van koning Gundioc veroveren Lyon en vestigen er hun hoofdstad. Het Bourgondische Koninkrijk krijgt van Ricimer de foederati (bondgenoten) status.
- De Visigoten onder aanvoering van koning Theodorik II veroveren Septimanië (Zuid-Gallië) en voeren een plunderveldtocht in Hispania.
- Eerste vermelding in de Europese geschiedenis van de Avaren in de Kaukasus.
- Geiserik zegt het verdrag met de Romeinen op, de Vandaalse oorlog (461-468) vangt aan met de verovering van de eilanden Corsica, Sardinië, Malta en de Balearen.

## Religie
- 17 maart - Overlijden van Patricius, Sint-Patrick, missionaris. Hij wordt de beschermheilige van Ierland; zijn sterfdag wordt een nationale feestdag: St. Patrick's Day.

## Overleden
- 10 november - Leo I (61), paus van de Rooms-Katholieke Kerk
- 7 augustus - Majorianus, keizer van het West-Romeinse Rijk
- 17 maart - Patricius, missionaris en heilige